# BFM Alsace
Pour les articles homonymes, voir BFM.
BFM Alsace, est une chaîne de télévision française d'information locale en continu, traitant de l'actualité de l'Alsace. Elle est la 9e déclinaison locale de BFM TV du groupe RMC BFM, elle fait partie du réseau BFM Locales.
Elle succède à Alsace 20, une généraliste locale privée lancée en 2009, acquise en 2021. Elle est lancée le 28 juin 2022 à 17 h sur la TNT alsacienne (sauf outre-mer), le câble, la télévision par internet (OTT), la télévision mobile personnelle (sur smartphones et tablettes) et en lecture en continu sur Internet.

## Histoire de la chaîne

### Rachat d’Altice et lancement de la chaîne
Le 25 juin 2021, Altice France saisi le CSA (devenu Arcom début 2022) d'une demande d'agrément de la prise de contrôle par le groupe Altice de la société A.télé qui édite Alsace 20 et a fourni des précisions sur la nature du projet éditorial envisagé et la dénomination du service concerné par cette opération. En 2022, le groupe Altice Média rachète la chaîne Alsace 20, pour créer une chaîne d'information locale.
Le lancement de BFM Alsace a lieu le 28 juin 2022 à 17 h avec Olivia Chandioux pour une édition spéciale du lancement de la chaîne en présence des invités locaux et Alain Weill. Le 29 août, la chaîne étoffe sa grille avec les rubriques sur le sport (lundi), la planète locale (lundi), le business (mardi), l'emploi (mercredi), la politique (jeudi) et les top sorties du week-end (vendredi).
À partir de fin juin 2024, la chaîne n'est plus accessible sur la TNT depuis les émetteurs alsaciens. Cependant, à la suite du rachat de la chaîne par le groupe CMA CGM, la diffusion sur la TNT reprend en décembre 2024.

## Identité visuelle

### Habillages et logos

Logo de BFM Alsace du 28 juin 2022 au 10 juillet 2024.
Logo de BFM Alsace depuis le 10 juillet 2024.

### Slogan
- depuis 28 juin 2022 : « La chaine info 100% Alsace »

## Organisation

### Dirigeants et effectifs
Président-directeur général de RMC BFM
- de novembre 2000 à juin 2021 : Alain Weill
- de juillet 2021 au 2 juillet 2024 : Arthur Dreyfuss
- depuis juillet 2024 : Nicolas de Tavernost

Directeur Général délégué, chargé de l’information et du sport du pôle audiovisuel
- depuis juillet 2019 : Hervé Beroud

Directeur Général
- de décembre 2020 à juillet 2023 : Philippe Benayoun
- de juillet 2023 à janvier 2025 : Philippe Antoine
- depuis janvier 2025 : Arnaud de Courcelles

Directrice de la rédaction
- de juin 2019 à juin 2023 : Philippe Antoine
- depuis juin 2023 : Camille Langlade
- depuis novembre 2024 : Marine Machefer

### Siège
Le siège de BFM Alsace se situe au 333A Avenue de Colmar à Strasbourg.

## Grille des programmes
BFM Alsace diffuse des programmes d'informations locales en continue. En décembre 2022, la grille des programmes se composait tel que :

### Émissions principales
Bonjour l'Alsace (6 h 30 - 9 h 30) - Lundi au vendredi
L’émission matinale est présentée par Olivia Chandioux, elle est produite en direct de 6 h 30 à 9 h 30. L'émission accompagne les téléspectateurs pour démarrer leur journée avec des informations en temps réel sur la vie locale au travers de duplex, reportages, chroniques et des interviews d’actualité, les prévisions de la météo et les conditions de circulation et transports.
Le 12-17 (12 h - 17 h) - Lundi au vendredi (jusqu’en mars 2025, puis supprimé)
L'émission de la journée est présenté par Charlotte Baechler, elle est produite en direct de 12 h à 17 h. L’émission reprend les informations développés durant la matinale et mise à jour.
Bonsoir l'Alsace (17 h - 19 h) - Lundi au vendredi
L'émission du soir est présentée par Arthur Helmbacher, elle est produite en direct de 17 h à 19 h. L'émission accompagne les téléspectateurs les dernières informations de la journée en temps réels sur la vie locale au travers de duplex, reportages, chroniques et des interviews d’actualité, les prévisions de la météo et les conditions de circulation et transports.
Alsace Week-End (8 h - 13 h) - Samedi et dimanche
L’émission est présenté par Romain Hirt, elle est produite en direct de 8 h à 13 h. L’émission accompagne les téléspectateurs à retrouver l’essentiel de l’actualité du week-end, ainsi que vos rendez-vous culturels. Au programme : des idées sorties, des interviews d’artistes et des reportages loisirs.

## Journalistes

### Journalistes présentateurs actuels
- Mélina Fonck (Alsace Express)
- Matthieu Chanvillard (Kop Racing)
- Romain Hirt (Alsace week-end/ Routes d’Alsace)
- Élise Godeau
- Célia Sommer

### Chroniqueurs
Bonsoir l’Alsace
- Adrien Beaujean

Météo
- Kévin Floury
- Marc Hay
- Virgilia Hess
- Loïc Rivières
- Julien Rifflet

### Anciens journalistes
- Lucie Jung (Reportage, présentation)
- Arthur Helmbacher (présentation)
- Olivia Chandioux (Bonjour l’Alsace)

## Diffusion
BFM Alsace propose propose sa diffusion sur la TNT, via le câble, l'ADSL ou la Fibre, via l'Internet de Molotov TV et ses programmes via son site internet et son application mobile.
Depuis le 29 juin 2024, la chaîne n'est plus disponible sur la TNT locale, à la suite de l'abrogation de son contrat avec l'Arcom. Il en est de même pour sa petite sœur, BFM Lyon.